# Проич, Йосип
Йо́сип Петарович Про́ич (серб. Јосип Пројић / Josip Projić; 23 августа 1987, Крушевац, СФРЮ) — сербский футболист, защитник.

## Биография
Йосип Проич родился в городе Крушевац и обучался в молодёжной школе клуба «Напредак», в котором и начал свою игровую карьеру. В 2004 заключил профессиональный контракт с первым клубом. В 2008 году он вместе со своим одноклубником Николой Митровичем перешёл в «Волгу». В сезоне 2009 года в Первом дивизионе он провёл 11 матчей, получив 4 жёлтые карточки. В начале 2010 года вернулся в родной «Напредак».
В дальнейшем выступал в Сербии за «Ягодину», «Вождовац» и «Напредак», а также за греческий «Левадиакос» и венгерский «Гонвед». В составе «Ягодины» стал обладателем Кубка Сербии сезона 2012/13, а в составе «Напредака» — победителем первого дивизиона сезона 2015/16.
В 2017 году перешёл в боснийский «Железничар» (Сараево), с которым в сезоне 2017/18 стал вице-чемпионом страны и обладателем Кубка Боснии.